# Calytrix similis
Calytrix similis är en myrtenväxtart som beskrevs av Lyndley Alan Craven. Calytrix similis ingår i släktet Calytrix och familjen myrtenväxter. Inga underarter finns listade i Catalogue of Life.